# 亜鉛–銅カップル
亜鉛–銅カップル（あえん-どうカップル、亜鉛銅偶、英: Zinc–copper couple）は、有機合成において試薬として使用される銅と亜鉛の合金である。この「カップル」は、アルケンのシクロプロパン化反応において有機亜鉛試薬の形成に必要な亜鉛の活性化された供給源としての応用を報告したシモンズとスミスの1959年の論文が発表された後に広まった。亜鉛–銅カップルは活性化された亜鉛金属を必要とするその他の反応における試薬としても広く使用されてきた。亜鉛–銅カップルは厳密に規定された化学構造または合金組成を指さない。亜鉛–銅カップルは銅と亜鉛をいろいろな割合で含む。亜鉛含量は典型的に90%を超えるが、亜鉛と銅を近い割合で含む合金が使われる場合もある。カップルは暗色の粉末としてしばしば調製され、基質に対してわずかに過剰に用いられる前にエーテル溶媒の懸濁液とされる。銅による亜鉛の活性化はカップルが働くために必須であるが、この効果の起源はしっかりと実証されていない。銅は合金の表面において亜鉛の反応性を高めていると推測されている。

## 合成
亜鉛–銅カップルは数々の手法によって調製されてきた。これらは主に銅の供給源に違いがあるが、銅と亜鉛の比、亜鉛の物理的状態（例えば粉末か顆粒状か）、プロトン酸やその他の添加剤の使用、調製温度も異なっている。ほとんどの場合、カップルは使用の前に生成、単離されるが、貯蔵の利く形態の合金の調製法も記述されている。ほとんどの手法は酸化銅種の（過剰な）亜鉛を用いた還元を含む。
亜鉛–銅カップルの初期の合成法は、500 °Cにおける亜鉛末と酸化銅(II)の混合物の水素ガス処理を伴った。より便利で安価な手法は亜鉛粉末の塩酸および硫酸銅(II) 処理によって進行する。熱酢酸中での亜鉛粉末の酢酸銅(II)一水和物による処理は再現性が高いと報告されている。カップルは、還流エーテル中での1当量の亜鉛末と1等量の塩化銅(I)（または銅粉末）との反応によってin situで生成することもできる。
手法の選択は主に応用によって決定される。より新しい手法の開発は再現可能な挙動を示す亜鉛–銅カップルの必要性が動機となっている。

## 応用
亜鉛–銅カップルは有機合成、特にアルケンのシモンズ–スミスシクロプロパン化反応において広く使われている。この工程において、カップル（通常エーテル溶媒懸濁液）はヨウ化メチレンと反応してヨウ化(ヨードメチル)亜鉛を生成し、これがシクロプロパン化に必要な中間体として働く。
{\displaystyle {\ce {{Zn_{\mathit {n}}(Cu)}+CH2I2->{IZnCH2I}+Zn_{{\mathit {n}}-1}(Cu)}}}
カップルは共役付加のためのアルキル亜鉛試薬を生成するためにも用いられてきた。ここでカップルは脱ハロゲン化試薬としてやカルボニル化合物の還元的カップリングの促進剤として、電子不足アルケンおよびアルキンを還元するために使われる。超音波処理は、亜鉛–銅カップルが介在する1,3-ジエンへのα,α’-ジブロモケトンの環化付加の反応速度を向上するためにも用いられた。